# Schnurwürmer

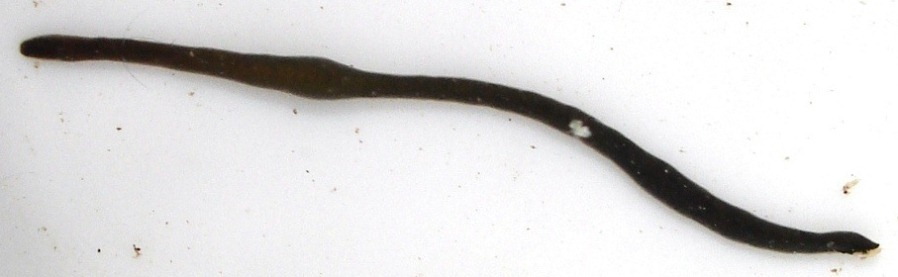
Grüner Schnurwurm (Lineus viris)

Schnurwürmer (Nemertea, oft auch Nemertini) sind ein Taxon einfach gebauter, wurmförmiger und oft bunt gefärbter Tiere, die zu den Urmündern (Protostomia) gestellt werden. Derzeit sind etwa 1200 Arten beschrieben. Es sind überwiegend Meeresbewohner. Die meisten Arten leben in seichten Gewässern oder in Küstennähe, meist in der Bewuchszone oder als Endobenthos.

## Beschreibung
Der Großteil der Arten wird einige Millimeter bis wenige Zentimeter lang und ist oft lebhaft gefärbt. Einige Arten, etwa Lineus longissimus, können jedoch bis zu 30 Meter lang werden. Es gibt sogar Berichte über Exemplare von 35 Metern Länge, was die Schnurwürmer zu einem der längsten Tiere überhaupt machen würde (zum Vergleich: der größte jemals wissenschaftlich vermessene Blauwal maß 33,58 Meter; die Tentakel der Portugiesischen Galeere können bis zu 30 Meter erreichen). Ein Exemplar maß ca. 55 Meter.
Merkmal dieser Gruppe ist ihr spezieller Rüssel. Er liegt dorsal des Darms in einem Coelom (hier Rhynchocoel) und kann Stilette und Giftdrüsen haben. Bei Bedarf wird er frontal ausgestülpt und dient der Jagd oder zur Erkundung der Umgebung.
Schnurwürmer besitzen eine außerordentlich starke Muskulatur, die hauptsächlich aus Längs- und Ringmuskeln besteht. Sie haben ein besonderes Blutgefäßsystem, das meist aus zwei lateral verlaufenden Gefäßen besteht, die vorn und hinten verbunden sind. Es können noch ein dorsales und weitere laterale Blutgefäße vorhanden sein. Die Ausscheidung von giftigen Stoffwechselprodukten findet über zwei oder mehrere Protonephridien statt, welche meist an der Oesophagealregion und der Hirnregion sitzen.
Das Nervensystem besteht aus einem Cerebralganglion (Gehirn), Längssträngen, die über Kommissuren verbunden sind, und einem peripheren Plexus. Als Sinnesorgane findet man Cerebralorgane und Frontalorgane. Zusätzlich lassen sich noch Pigmentbecherocellen und Statozysten finden, die der Orientierung dienen.

## Lebensweise
Schnurwürmer sind carnivor und ernähren sich hauptsächlich von kleinen marinen Invertebraten. Bei der Jagd oder auch bei der Verteidigung benutzen sie ihren speziellen Rüssel. Die meisten Arten sind Teil der Epi- und Endofauna in litoralen und sublitoralen marinen Böden. Nur wenige Exemplare kommen im Süßwasser oder sogar terrestrisch vor. Die Fortbewegung erfolgt über den Cilienschlag der bewimperten Epidermis.

## Fortpflanzung und Entwicklung
Es gibt einige Arten, die zu den Zwittern zählen, vor allem unter den Land- und Süßwasserformen, aber im Normalfall gibt es zwei gleich aussehende Geschlechter. Nur bei der Art Nectonemertes mirabilis haben die Männchen im Gegensatz zu den Weibchen an jeder ihrer Seiten Tentakel. Die Geschlechtsorgane liegen normalerweise in Reihen an den Körperseiten. Die beiden Geschlechter können so laichen, ohne einander zu berühren. Bei manchen Arten kriecht aber auch das Männchen über das Weibchen, um seine Samenzellen weiterzugeben. Andere Arten laichen zusammen in Schleimscheiden. Zur Befruchtung kommt es je nach Art innerhalb oder außerhalb des Körpers. Es gibt Arten, die ihre Eier in Gallertmassen oder Ketten ablegen, und andere, bei denen sich der Nachwuchs im Körper der Mutter entwickelt. Auch die Form des Nachwuchses, die aus dem Ei kommt, ist unterschiedlich. Bei manchen Arten sind es schon kleine Würmer, bei anderen bewimperte Pilidiumlarven bzw. Fechterhutlarven. Diese Larven schwimmen im Wasser und ernähren sich von sehr kleinen Pflanzen und Tieren, bis sie sich häuten, dann wird aus der Larve ein Wurm. Es gibt auch Arten, die Desorsche Larven bilden. Die ungeschlechtlichen Würmer vermehren sich mittels multipler Querteilung. Dabei teilt sich das hintere Ende des Wurms durch starke Muskelbewegungen in 20 oder mehr Teile auf. Aus jedem dieser Teile wird nun ein Wurm, wobei sich längere Stücke hin und wieder noch einmal teilen, bevor sie sich zu einem eigenständigen Lebewesen entwickeln.